# Anticlea virescens
Anticlea virescens es una especie de planta que pertenece a la familia Melanthiaceae.

## Clasificación y descripción
Esta planta es herbácea, mide de 0,4-1 m alto. Sus raíces son largamente cilíndricas, miden hasta 9 cm largo. Presenta 4-6 hojas, miden de 26-60 cm largo y 0,9-1,3 cm ancho. Los escapos miden de 26-92 cm largo, 3-4 mm diámetro, de color verde; Las flores se arreglan en panículas que contienen de 26-47 flores, la panícula mide 35-45 cm largo y 6-12 cm ancho, ramificaciones 5-9 cm largo; brácteas foliosas, semejantes a las hojas basales, miden de 8-25 cm largo  y 4-6 mm ancho. Pedicelos 1-2,5 cm largo en la antesis, recurvados en el ápice; los tépalos miden de 5-5,7 mm largo, 2,5-3 mm ancho. Cápsulas 8-13 mm largo, 6-8 mm diámetro, ovoidales; semillas 10 por lóculo, 5-6,5 mm largo.

## Distribución y ambiente
Del suroeste de Estados Unidos a México. En México se ha registrado para los estados de Aguascalientes, Chihuahua, Coahuila, Durango, Guanajuato, Jalisco, México, Michoacán, Nuevo León, Oaxaca, Puebla, Queré- taro, San Luis Potosí y Tamaulipas. En los Bosque de Quercus en suelo arcillosos amarillo, a una altitud de 2500 m s. n. m. La floración de esta especie es en agosto y fructifica en diciembre.

## Estado de conservación
Algunas especies se cultivan como ornamentales en Norteamérica, pero en el área de estudio no se tiene registrado ningún uso para la especie. Esta especie tiene una categoría de especie sujeta a Protección Especial (Pr) según la NOM-059-ECOL-2010.